# ماهازير أزيمان
ماهازير أزيمان (17 يناير 1996 - ) هو لاعب كرة قدم سنغافوري في مركز الوسط.

## روابط خارجية
- ماهازير أزيمان على موقع قاعدة بيانات كرة القدم.إي يو (الإنجليزية)
- ماهازير أزيمان على موقع Soccerway.com (الإنجليزية)